# Kemneriella malaiseorum
Kemneriella malaiseorum är en fjärilsart som beskrevs av Felix Bryk 1947. Kemneriella malaiseorum ingår i släktet Kemneriella och familjen glasvingar. Inga underarter finns listade i Catalogue of Life.